# جون دبليو. سنو
جون دبليو. سنو (بالإنجليزية: John W. Snow)‏ هو شخصية أعمال وسياسي أمريكي، ولد في 2 أغسطس 1939 بتوليدو في الولايات المتحدة. حزبياً، نشط في الحزب الجمهوري. وقد انتخب وزير الخزانة الأمريكي (3 فبراير 2003 – 28 يونيو 2006).

## روابط خارجية
- جون دبليو. سنو على موقع مونزينجر (الألمانية)
- جون دبليو. سنو على موقع إن إن دي بي (الإنجليزية)